# Cantón de Belmont-sur-Rance
El cantón de Belmont-sur-Rance era una división administrativa francesa, que estaba situada en el departamento de Aveyron y la región de Mediodía-Pirineos.

## Composición
El cantón estaba formado por seis comunas:
- Belmont-sur-Rance
- Montlaur
- Mounes-Prohencoux
- Murasson
- Rebourguil
- Saint-Sever-du-Moustier

## Supresión del cantón de Belmont-sur-Rance
En aplicación del Decreto n.º 2014-205 de 21 de febrero de 2014, el cantón de Belmont-sur-Rance fue suprimido el 22 de marzo de 2015 y sus 6 comunas pasaron a formar parte del nuevo cantón de Mesetas Rojas.